# Argiope mangal
Argiope mangal — вид павуків-колопрядів з всесвітньо поширеного роду Argiope. Великі, яскраво забарвлені самиці більші в декілька разів за дрібних самців. Живиться великими комахами. Отрута слабка, для людини безпечні. Поширені у Сінгапурі та в Малайзії.

## Опис
Головогруди самиці згори бежевого кольору з неправильними темно-коричневими плямами біля краю, вкриті, як і в інших аргіоп, сріблястими волосками. Довжина головогрудей близько 4-5 мм, ширина — трохи більше 4 мм. Нижня поверхня головогрудей білувато-жовта. Ноги довгі, до 3 см у довжину кожна. Опоясані білуватими волосками, особливо помітними біля основи кожної гомілки. Задні ноги з чорними шипами на дистальних кінцях гомілок. Останній членик та кінець передостаннього на кожній нозі — чорного кольору.
Черевце п'ятикутної форми, у довжину близько 8,5 мм. Передній край черевця чорний, має по боках два низькі коничні горбки. Основне тло спинної поверхні черевця жовтого кольору, на ньому розташовані чорні поперечні лінії та того ж кольору неясний сплутаний сітчастий рисунок поблизу заднього кінця. Поля, оточені чорними смужками задньої сітки, жовтуваті, іноді жовтогарячі. Нижня поверхня черевця жовтогарячого кольору, на ній виділяються три пари білуватих кіл. Попереду павутинних бородавок знаходиться чорна зона, облямована жовтим.
Самець дрібний, у довжину його тіло складає всього 4-5 мм. Головогруди світло-коричневі, з потемнінням на передніх кутах, поблизу тазиків першої пари ніг. Знизу по центру також іде біла поздовжня смужка, часто з червоним облямуванням. Тазики ніг жовтуваті. Кінцеві сегменти ніг з темними кільцями. Нижня поверхня стегон перших трьох пар ніг темно-бура. Натомість останні два членики третьої та четвертої пари ніг знизу з прямою коричневою лінією. Черевце згори біле, зі світло-коричневою центральною плямою, знизу на кінцевій половині чорне, облямоване парою білих ліній.

## Спосіб життя і поведінка
Вид мешкає переважно в мангрових болотах, розкидуючи ловильні сітки в припливній зоні. Втім його можна зустріти й у сухих сонячних заростях гібіскуса та аканта на краю мангрового лісу. Ловильна сітка діаметром 35-80 см зазвичай знаходиться в 0,7-2,7 метрах від рівня води. Стабілімент складається з двох зігзагоподібних вертикальних смуг, які йдуть вгору та вниз від центру плетива, не перетинаючи його. Молоді незрілі самиці зазвичай не мають стабіліменту на павутинні взагалі, зрідка є хрестоподібний стабілімент. Самці часто живуть на краю павутиння самиці. На сітці також іноді мешкають клептопаразитичні павуки роду Argyrodes.

## Розповсюдження
Один з чотирьох видів аргіоп, що зустрічаються в Сінгапурі, також виявлений у континентальній Малайзії. За генетичними дослідженнями сінгапурська та малайська популяції є відносно окремими одна від одної, а сам вид є особливою гілкою у групі видів роду, близьких до A. aetherea.